# 우연일까?
《우연일까?》는 2024년 7월 22일부터 2024년 8월 13일까지 방송된 tvN 월화 드라마다.

## 기획의도
찌질하고 서툴렀던 첫사랑을 10년 만에 '우연'히 만나 '운명'처럼 얽히며 다시 사랑에 빠지는 첫사랑 기억 소환 로맨스

## 제작진

### 극본
- 박그로

### 연출
- 송현욱 : KBS 2TV 아침 드라마 《그 여자의 선택》(조연출), KBS 1TV TV 소설 《청춘예찬》(공동 연출), KBS 2TV 주말 특별 기획 드라마 《열혈 장사꾼》(공동 연출), KBS 1TV 주말 특별 기획 드라마 《전우》(공동 연출), KBS 2TV 《KBS 드라마 스페셜 - 화평공주 체중감량사》(연출), KBS 2TV 《KBS 드라마 스페셜 - 기쁜 우리 젊은 날》(연출), KBS 2TV 《KBS 드라마 스페셜 - 82년생 지훈이》(연출), KBS 2TV 월화 드라마 《브레인》(공동 연출), KBS 2TV 《KBS 드라마 스페셜 연작 시리즈 - 국회의원 정치성 실종사건》(연출), KBS 2TV 월화 드라마 《해운대 연인들》(공동 연출), KBS 2TV 《KBS 드라마 스페셜 - 엄마의 섬》(연출), tvN 금토 드라마 《연애말고 결혼》(연출), tvN 금토 드라마 《슈퍼대디 열》(연출), tvN 월화 드라마 《또 오해영》(연출), tvN 월화 드라마 《내성적인 보스》(연출), JTBC 월화 드라마 《뷰티 인사이드》(공동 연출), JTBC 금토 드라마 《우아한 친구들》(공동 연출), JTBC 금토 드라마 《언더커버》(공동 연출), KBS 2TV 월화 드라마 《연모》(공동 연출), MBC 금토 드라마 《금수저》(공동 연출), ENA 월화 드라마 《야한(夜限) 사진관》(연출) 연출

## 등장 인물

### 주요 인물
- 김소현 : 이홍주 역 - <피터의 펜> 제작PD, 준호의 연인. 후영&혜지&상필의 고등학교 동창. 후영의 옛 첫사랑.
- 채종협 : 강후영 역 - <락어셋> 미국 본사 소속 재무설계사, 혜지와 홍주의 첫사랑. 상필의 고등학교 동창. 욱의 조카. 도선의 아들.
- 윤지온 : 방준호 역 - 작가, 홍주의 연인.
- 김다솜 : 김혜지 역 - 오복고등학교 영어 교사, 복남의 딸. 홍주&후영&상필의 고등학교 동창. 후영의 첫사랑.
- 이원정 : 권상필 역 - <오늘도 고기앞> 사장, 홍주&혜지&후영의 고등학교 동창.

### 주변 인물
- 황성빈[1] : 손경택 역 - 오복고등학교 체육 교사
- 최대철 : 백욱 역 - <락어셋> 한국지사장, 후영의 외삼촌이자 홍주의 집주인. 혜숙의 옛 연인. 도선의 남동생.
- 윤정희 : 배혜숙 역 - <피터의 펜> 대표, 욱의 옛 연인.
- 김원해 : 김복남 역 - 오복고등학교 교감, 혜지의 아버지.
- 김정난 : 백도선 역 - <락어셋> 대표, 후영의 어머니. 욱의 누나.
- 김우담 : 주민우 역 - <미누픽쳐스> 대표, 준호의 대학동창. 준호의 에이전시이자 영화 제작자.
- 윤준원 : 조셉 오 역 - 후영의 클라이언트

### 기타 인물
- 미상 : 미국 친구 역

## 시청률
최저 시청률과 최고 시청률은 시청률 조사회사와 지역별로 시청률에 차이가 있을 수 있습니다.
| 2024년 | 2024년   | 2024년         | 2024년       | 2024년 |
| 회차   | 방송일   | AGB 시청률     | AGB 시청률   |        |
| 회차   | 방송일   | 대한민국(전국) | 서울(수도권) |        |
| ------ | -------- | -------------- | ------------ | ------ |
| 제1회  | 7월 22일 | 3.877%         | 4.752%       |        |
| 제2회  | 7월 23일 | 3.338%         | 4.029%       |        |
| 제3회  | 7월 29일 | 2.679%         | 2.848%       |        |
| 제4회  | 7월 30일 | 2.661%         | 3.007%       |        |
| 제5회  | 8월 5일  | 2.694%         | 3.047%       |        |
| 제6회  | 8월 6일  | 2.988%         | 3.537%       |        |
| 제7회  | 8월 12일 | 3.068%         | 3.315%       |        |
| 제8회  | 8월 13일 | 3.096%         | 3.097%       |        |

## 참고 사항
- 김소현, 윤지온은 tvN 월화 드라마 《소용없어 거짓말》 이후 1년 만에 재회하여 캐스팅 되었다.
- 채종협, 윤지온은 TVING 《마녀식당으로 오세요》 이후 3년 만에 재회하여 캐스팅 되었다.

## 같이 보기
- 대한민국의 텔레비전 드라마 목록 (ㅇ)
- 2024년 대한민국의 텔레비전 드라마 목록